# Místa na Zeměploše
Toto je seznam míst na fiktivní Zeměploše Terryho Pratchetta.

## NaVelké A'Tuin

### Hlavní kontinent

#### Státy a města
- Ankh-Morpork (městský stát)
  - Neviditelná univerzita
    - Věž umění
- Bajiona
- Borogravie (v Podivném regimentu)
  - Chamragy
  - Pevnost Kňák
  - Řeka Kňák
  - Muňkul
  - Vyblöj
  - PrinceMarmadukePiotrAlbertHansJosephBernhardtWillhelmsberg (hlavní město)
- Brindisi
- Chalamados
- Chimérie
- Chirm (městský stát?)
- Dubové příborníky
- Ecalpon
- Elharib
- Efebe (část Klačského kontinentu)
- Genova (městský stát)
- Hergen
- H'Rull
- Istancie
- Jakazačistán
- Klač (v Hrrr na ně!)
  - Al Kali (hlavní město)
  - Al-Ybi (místo vynalezení nuly)
  - El-Ysa: (Obyvatelé zemřeli kvůli otravě studny; Hrrr na ně!)
  - Ehmátor (pobřežní město)
  - Gabra (Těžce opevněné přístavní město)
  - Takticum (opuštěno)
- Křída (Svobodnej národ a Klobouk s oblohou)
- Klačistán
- Kýthie
- Lancre
  - Lancre (hlavní město)
  - Divoký Vlk (Soudné sestry)
  - Kyselá Prdel
  - Díly
  - Mosazný Krk (rodiště arcikancléře Ostrúhla)
  - Pošahaná Lasice (Soudné sestry)
  - Ostrohřbet
  - Ovčí Hřbet
  - Sekaný Popelov
- Laotan
- Maalinka
- Malovín (část Klačské říše)
- Mithos
- Plesnivínsko (v Podivném regimentu)
- Muntab
- Omnia (v Malých bozích)
  - Kom (hlavní město)
- Mžilibaba (v Pyramidách)
- Nappendreckfjord
- Netrk
- Pseudopolis (městský stát)
- Quirm (městský stát)
- Skund
- Sto Lat (městský stát)
- Sto Helit
- Sto Kerrig
- Tezumánská říše
- Tsort
  - Tsort (bývalé hlavní město)
  - Velká pyramida v Tsortu
- Überwald (v Carpe Jugulum a Pátém elefantovi)
  - Bad Sprintz
  - Bjonk (v Pátém elefantovi)
  - Černouhlov
  - Glanzpingl
  - Hasvápnice (mezi Lancre a Überwaldem)
  - Chrnjsvinje
  - Kešnaprkno
  - Klotz (v údolí řeky Ah)
  - Povranovec (v Carpe Jugulum)
  - Sans Cullot
  - Triklesť
- Urabewe
- Uschistan
- Vanglemesh
- Ymitury
- Zemphis (město na řece Ankh, v Čaroprávnosti)
- Zlobenie (v Podivném regimentu)
  - Tvrdjaniste (hlavní město)

#### Regiony
- Ankh (řeka)
- Trobské ostrovy
- Hnědé ostrovy
- Kaderacké hory
- Kruhové moře
  - Lepš (ostrov, v Hrrr na ně!)
- Cori Celesti (hora)
  - Dunmanfestin, sídlo bohů
- hory Beraní hlavy
- Smarl (nejdelší zeměplošská řeka)
- Stoské pláně
- Wyrmberg (obrácená hora, v Barvě kouzel)

### Vyvažovací kontinent
- Agateánská říše (v Zajímavých časech)
  - Visovis (město)
  - řeka Visovis
  - Kolikasi (město)
  - Brmbrmduc
  - Bes Pelargic (přístav)

### Krull
- řeka Hakrull
- Krull (hlavní město, v Barvě kouzel)

### KontinentXXXX
- Diaroombleing
- Gumagong
  - Gumagongská univerzita
- Worralsvolyvalda

## Ostatní
- Bathys (domovská planeta skřeta Tethise z Barvy kouzel)
- Smrťova říše
- Podzemní rozměry
- Ku (zmizelý kontinent)